# مكانة (لغة)
المكانة أو اللهجة الأفصح (بالإنجليزية: Prestige)‏ في علم اللغة والمجتمع هي منزلة اللغة عند الناس مقارنة بغيرها من اللغات. مفهوم المكانة اللغوية في علم اللغة مأخوذ من من مفهوم المكانة الاجتماعية للفرد في مجتمعه في علم الاجتماع، وهي اللهجة التي يفضلها أفراد المجتمع كلهجة رفيعة في التخاطب بينهم، فهي اللهجة المستخدمة بين علية القوم الذين يمسكون بزمام السياسة والاقتصاد أو يحتلون الوجاهة الاجتماعية.
في جل الأحوال، تكون اللغة مكينة عند الفرد عندما يكون الفرد متمكنًا منها يألفها سمعه وينزع للتعبير بها أكثر من غيرها، وهذا كثيرًا ما يلاحظ في المجتمعات ذات اللغتين حيث تطغى إحداهما على الأخرى.

## قائمة ببعض اللهجات الأفصح

### العربية
تعتبر اللغة العربية الفصحى في دول جامعة الدول العربية اللهجة الأكثر تميزا ونخبوية، ولكن على خلاف معظم اللهجات الفصيحة في اللغات الأخرى حول العالم لاتُستخدم اللغة العربية الفصحى في المحادثات اليومية، فغالبا ما تُستعمل في منابر المساجد والمواعظ وفي حلقات التعليم وفي برامج الاعلام السياسية والاجتماعية وفي مجالات الكتابة والتأليف. على مستوى اللهجات العامية عادة ماتكون لهجة أهل العاصمة هي المشهورة.

### الإنجليزية
تعتبر الإنجليزية الفصحى (الإنجليزية القياسية) في المملكة المتحدة وفي عدة أجزاء من دول الكومونولث اللهجة الأميز والافصح على مستوى المجتمع. أما في الولايات المتحدة الأمريكية فيقال أنها لا تملك حاليا لهجة فصيحة واحدة، على الرغم أنه في بداية القرن العشرين كانت لهجة Locust Valley Lockjaw وMid-Atlantic English من بين أبرز اللهجات خصوصا في أفلام السينما.

### الفرنسية
لهجة المثقفون الباريسيون هي اللهجة الأميز في دولة فرنسا، لكن لايشمل هذا المتحدثون بالفرنسية خارج فرنسا مثل كويبك في كندا أو في المستعمرات الفرنسية السابقة.